# نيفيس ألفاريز
نيفيس ألفاريز (بالإسبانية: Nieves Álvarez)‏ (مواليد 30 مارس 1974) عارضة زياء ومقدمة برامج تلفزيونية إسبانية.

## الروابط الخارجية
- نيفيس ألفاريز على موقع IMDb (الإنجليزية)
- نيفيس ألفاريز على موقع دليل عارضات الأزياء (الإنجليزية)

- الموقع الرسمي
- نيفيس ألفاريز في قاعدة بيانات الأفلام على الإنترنت